# Кінотеатри Харкова

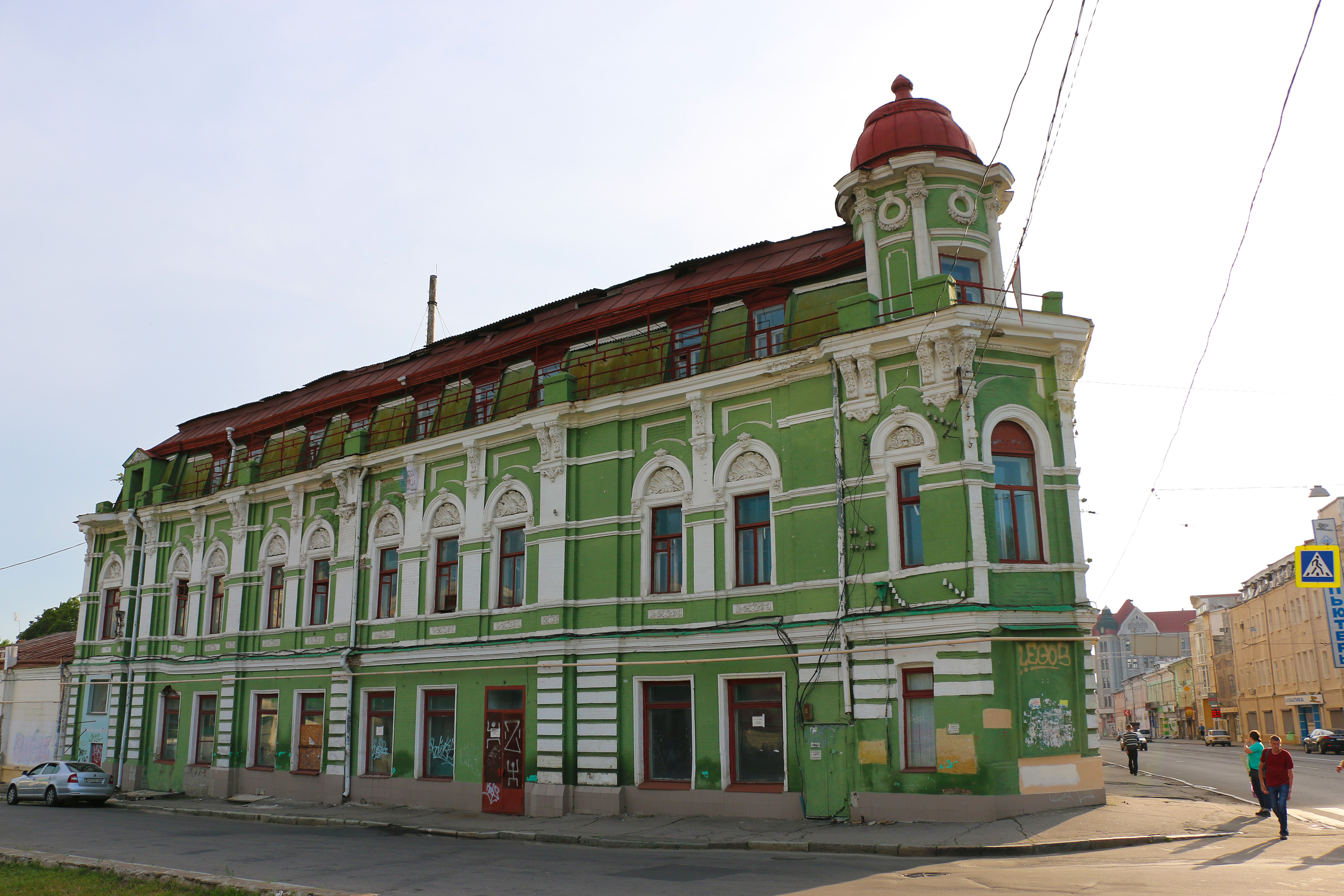
Вул. Полтавський шлях, 1. Колишній кінотеатр «Міньон».

## Кінотеатри мережіMultiplex
- Multiplex в ТРЦ «Dafi» — вул. Нескорених, 9. Відкрито в 2009 році, як кінотеатр Kronverk Cinema Дафі, що була частиною російської мережі кінотеатрів. У травні 2016 кінотеатр став частиною української мережі Multiplex. Має сім залів.
- Multiplex в ТРЦ «Nikolsky» — вул. Григорія Сковороди, 2А. Відкрито в травні 2021 року. Має вісім залів.[1]

## Кінотеатри мережіПланета Кіно
- Планета кіно IMAX — вул. Академіка Павлова, 44б. Кінотеатр на сім залів в ТРЦ «Французький бульвар» (відкрився у тестовому режимі 20 грудня 2012 року, офіційне відкриття — лютий 2013 року).[2]

## Інші діючі кінотеатри Харкова
- Palladium Cinema — пров. Костюринський, 2. Відкрито у 2012 році. Має 4 невеликі зали.
- Filmax ТЦ "Клас" - вул. Дудинської, 1-А.

## Закриті кінотеатри

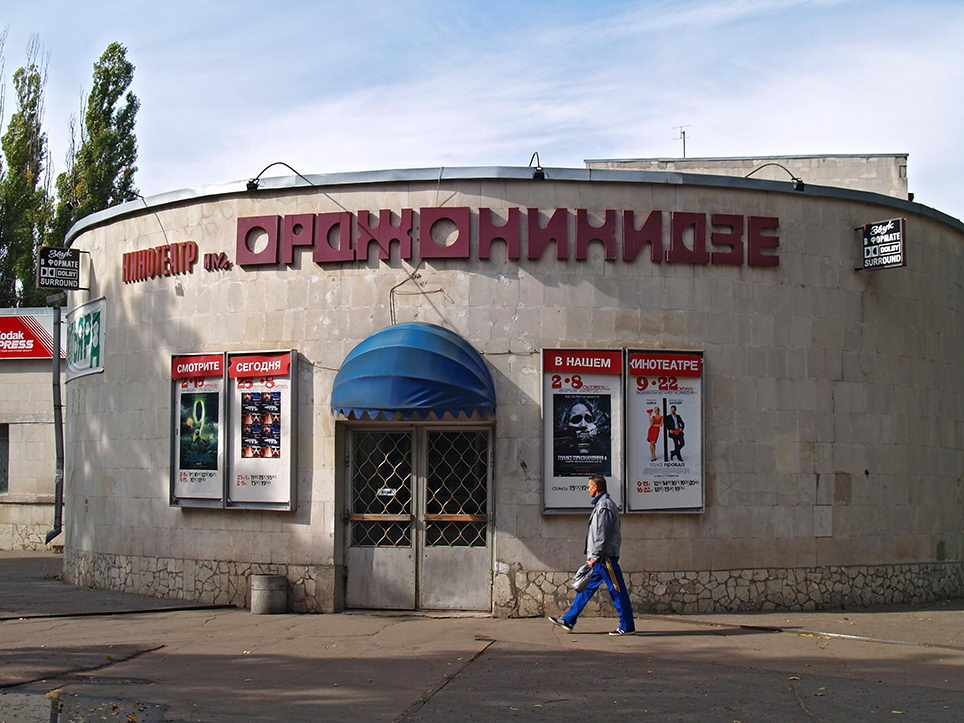
Кінотеатр ім. Орджонікідзе, 2009 рік.

- Боммер — вул. Полтавський Шлях, 6. Перший стаціонарний кінотеатр у Харкові, відкритий у 1908 році. За часів радянської окупації мав назву Кінотеатр імені Дзержинського. У 1990-ті мав назву «Зустріч». До останнього часу в кінотеатрі функціонував один зал. З початку повномасштабного вторгнення росії зачинений.
- Кінотеатр «Москва» — пр. Героїв Харкова, 20 (за часів радянської окупації пр. Московський, 20)
- Кінотеатр «ім. Карла Маркса» — вул. Полтавський Шлях, 1 (за часів радянської окупації вул. Свердлова, 1)
- Кінотеатр «ім. Дзержинського» — вул. Полтавський Шлях, 4 (за часів радянської окупації вул. Свердлова, 4)
- Кінотеатр «Юність» — вул. Університетська, 23

- Кінокрейсер — просп. Героїв Харкова, 256Б. Кінотеатр на сім залів у ТЦ «Екватор». Відкритий в липні 2015 року. Закрито 16 лютого 2016 року.
- Парк — вул. Сумська, 81. До 1983 року це був дерев'яний павільйон для перегляду кіно в центрі Центрального парку. Пізніше на його місці пізніше знаходився електричний чеський автодром, а після реконструкції парку у 2012 року розташовується «Розважальний центр». У 1983 для кінотеатру функціонувала окрема будівля на три зали. З початку повномасштабного вторгнення росії зачинений.
- Кіноконцертний зал «Україна» — вул. Сумська, 35 (сад Шевченка). До 1990-х функціонував як кіноконцертний зал, зараз тільки концертний зал.
- Кінотеатр «Ампір» (за часів радянської окупації «Кінотеатр 1-й Комсомольський») — вул. Сумська, 7/9. Мав дві зали. З 2008 року кінотеатр зачинено.[3]
- Кінотеатр «Холодногірський» (за часів радянської окупації «Кінотеатр 2-й Комсомольський») — вул. Озерянська, 3 (район Холодна Гора).
- Кінопалац — вул. Сумська, 25, мала зала ХНАТОБ. Закрито в 2011 у зв'язку з закінченням терміну оренди.
- Кінотеатр ім. Орджонікідзе — просп. Архітектора Альошина, 8. Закрито в 2010 році на реконструкцію, але в 2015 році знесений[4] На його місці відкрито супермаркет мережі «Клас»  [Архівовано 27 жовтня 2021 у Wayback Machine.]
- Кінотеатр «Салют» — просп. Байрона, 10. Закрито в 2004 році.[5]
- Кіносвіт — просп. Архітектора Альошина, 6 (район ХТЗ). Закрито в 2005 році.
- Український культурний центр — вул. Університетська, 25 (Університетська гірка). До радянської окупації в будівлі знаходилась Університетська церква, потім було відкрито кінотеатр Юність.
- Кінотеатр «Жовтень» — вул. Москалівська, 34. Кінотеатр відкрився у 1911 року. Закритий у 1991 році.
- Кінотеатр «Маяк» — Сергіївський майдан, 9. Відкритий у 1915 році в павільйоні Бекетова, побудованому для панорами «Голгофа». Розібраний у 1930-ті.
- Кінотеатр «Дружба» — вул. Григорія Сковороди, 67/69. Колишня назва «Кінотеатр ім. Жданова».
- Кінотеатр «Зірка» — вул. Університетська, 37/39 (район Харківського Подолу)
- Кінотеатр «Міньон» — вул. Полтавський Шлях, 1. Колишня назва «Кінотеатр ім. Карла Маркса»
- Кінотеатр «Перемога» (в будівлі ДК ХЕМЗ) — просп. Героїв Харкова, 94. Кінотеатр з однією залою.
- Кінотеатр «Родіна» — вул. Георгія Тарасенка, 41/43. Кінотеатр на дві зали був вбудований в житловий будинок сталінського ампіру зі шпилем. Закрито у 2004 році. [6]
- Кінотеатр «Харків» — вул. Данилевського, 19. Кінотеатр на дві зали був вбудований в житловий будинок сталінського ампіру. Відкритий у 1954 році. Закрито в середині 1990-х. Зараз у приміщенні працює філіал банку «Грант».[7]
- Кінотеатр «Спорт» — вул. Полтавський Шлях, 44 (район Гончарівка). До радянської окупації в будівлі знаходилась Дмитрівська церква. З середини 1990-х була відновлена церква.
- Кінотеатр документального фільму «Хроніка» — просп. Героїв Харкова, 5. Закритий на початку 1970-х. В приміщенні було відкрито букіністичний магизин, пізніше закритий у 1990-ті.[8]
- Кінотеатр «Сучасник» — вул. Клочківська, 330 (район Олексіївка).[9]
- Arsenal Palace — просп. Ново-Баварський, 77 (район Нова Баварія).[10][11][12][13]
- POZNAN — вул. Академіка Павлова, 160 (район Салтівка). Названий за на честь польського міста Познань Перший кінотеатр мережі. До реконструкції, та після неї, мав два зали: великий (синій) та малий (оранжевий). На початок пандемії COVID-19 мав чотири зали: оранжевий, перший, другий та червоний. На разі кінотеатр зачинений.[14]
- 8 1/2 — вул. Донець-Захаржевського, 6/8. Мав вісім залів. Кінотеатр назважди зачинено в травні 2021 року.[14][15]
- Київ — бул. Юр'єва, 1 (район Нові Будинки). Четвертий кінотеатр мережі. Відкрито після реконструкції на початку 2008 року. Має шість залів, перший, другий, третій, синій, жовтий, червоний. З початку повномасштабного вторгнення росії зачинений.

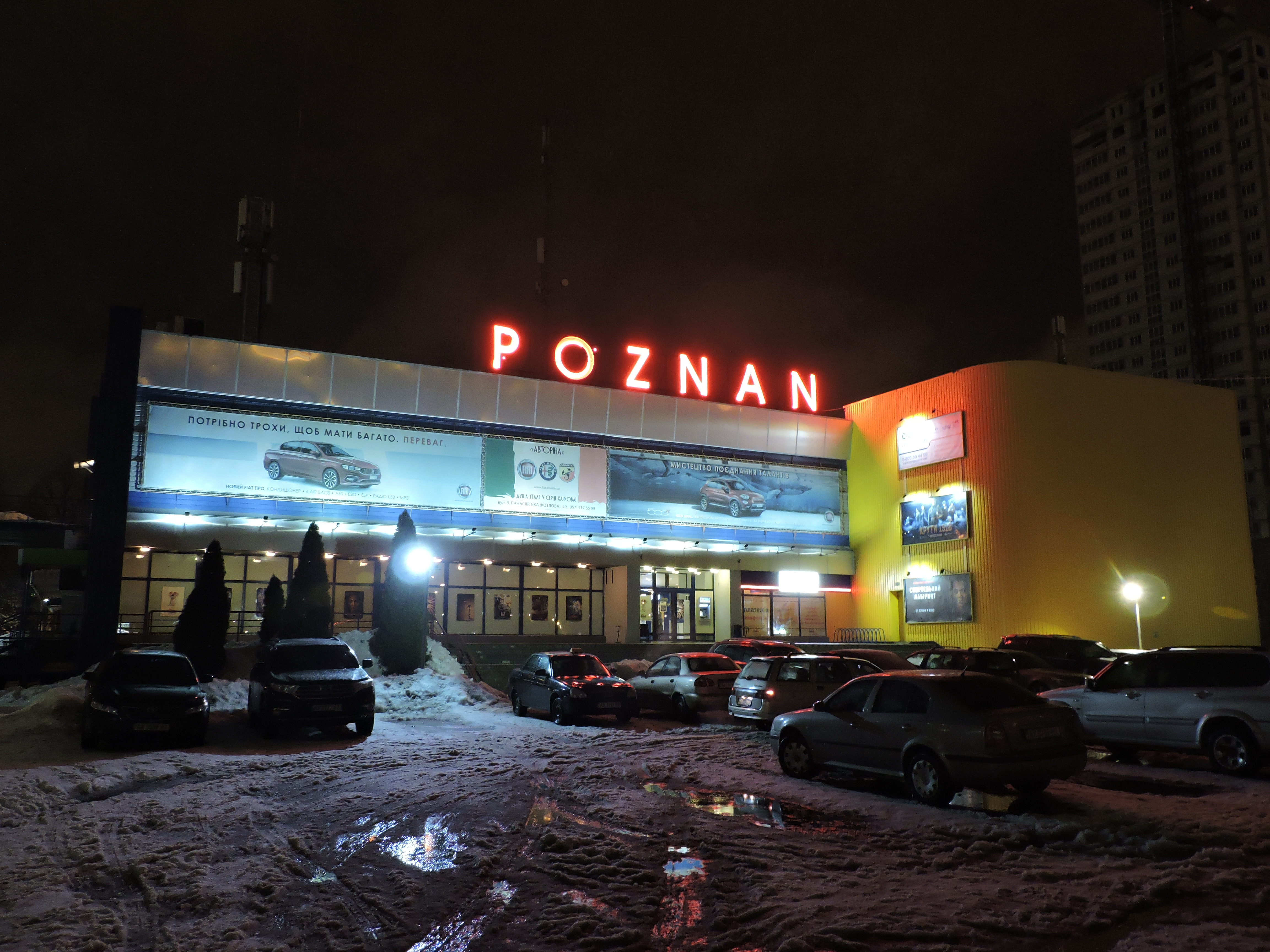
Кінотеатр «POZNAN» взимку ввечері. Лютий 2019 року.

- Кінотеатр ім. Довженка — вул. 23 Серпня, 61 (район Павлове Поле). Другий кінотеатр мережі. Має чотири зали: atmas, синій, лазурний та індіго.[14] З початку повномасштабного вторгнення росії зачинений.
- KinoLand — просп. Ювілейний, 54 (район Салтівка). Третій кінотеатр мережі. Колишня назва «Росія». Відкрито після реконструкції влітку 2007 року. Має п'ять залів: лиловий, ізумрудний, червоний, синій, білий.[14] З початку повномасштабного вторгнення росії зачинений.